# Département de l'Alaska
18 octobre 1867 – 17 mai 1884
Le département de l'Alaska est la désignation du gouvernement de l'Alaska depuis son achat à l'empire Russe par les États-Unis en 1867 jusqu'à son organisation en tant que district en 1884. Durant cette période, le département est sous la juridiction de l’armée américaine jusqu'en 1877, du département du Trésor de 1877 à 1879 et enfin de la marine américaine de 1879 à 1884. La région est devenue ensuite le district de l'Alaska, puis le territoire de l'Alaska, et l'État de l'Alaska.

## Achat et prise de contrôle
À l'instigation du secrétaire d'État américain William Seward, le Sénat des États-Unis approuve l’achat de l'Alaska à l’Empire russe pour 7 200 000 $ le 9 avril 1867, le drapeau des États-Unis est hissé le 18 octobre de la même année.  Coïncidant avec le changement de propriétaire, la ligne de changement de date est déplacée vers l'ouest et l'Alaska passe du calendrier julien au calendrier grégorien. Ainsi, pour les habitants, le lendemain du vendredi 6 octobre 1867 était le vendredi 18 octobre 1867. L'achat est aujourd'hui commémoré annuellement en Alaska durant l'Alaska Day (en) le 18 octobre et la passation de pouvoir aux États-Unis durant le Seward's Day le dernier lundi du moi de mars.
Le matin du 18 octobre 1867, l'USS Ossipee arrive à Sitka avec à son bord le commissaire russe Alexis Pestchouroff, et le commissaire général américain Lovell Rousseau (en). L'après-midi, 250 soldats américains, 80 soldats russes, le gouverneur de l'Amérique russe Dmitri Petrovitch Maksoutov, sa femme, et un groupe d'habitants se sont rassemblés devant une hampe à la résidence du gouverneur (aujourd'hui faisant partie du parc de Parc fédéral de Castle Hill (en)) pour assister à l'abaissement du drapeau impérial russe et à la levée du drapeau américain à sa place. Un salut de double canon est tiré pour chaque drapeau levé et chaque commissaire prononce un bref discours.
Selon une rumeur, le premier administrateur américain de l'Alaska été l'immigrant polonais Wlodzimierz Krzyzanowski. Cependant, l' Anchorage Daily News n'a pas pu trouver d'informations concluantes pour étayer ou réfuter cette affirmation
L'opinion publique aux États-Unis est généralement positive, bien que certains aient critiqué l'achat en le qualifiant de « Seward's Folly » (Folie de Seward) ou « Seward's Icebox » (Glacière de Seward)[réf. nécessaire].

## Exploration
Lorsque les États-Unis ont acheté l'Alaska, de vastes régions du territoire restaient encore inexplorées par les Européens et les Américains. En 1865, Western Union décide de poser une ligne télégraphique à travers l'Alaska jusqu'au détroit de Béring où elle se connecterait à une ligne asiatique. Robert Kennicott, membre d'une expédition d'arpentage de Western Union, conduit son équipage jusqu'à Nulato sur les rives du Yukon. Il mourut l'année suivante et William Healey Dall prit en charge les affaires scientifiques. L'expédition Western Union permet de mené les premières études scientifiques de la région et produit la première carte de l'ensemble du fleuve Yukon. La même année, en 1866, Le projet de ligne télégraphique est abandonné après la pose des premiers câbles télégraphique sous marin par des ouvriers dans l'océan Atlantique. Dall est retourné plusieurs fois en Alaska, cartographiant et nommant les caractéristiques géologiques.
L'Alaska Commercial Company (en) contribue également à l'exploration croissante de l'Alaska au cours des dernières décennies du XIXe siècle, en construisant des postes de traite le long des nombreuses rivières à l'intérieur des terres. De petits groupes de trappeurs et de commerçants sont entrés dans les terres intérieurs et, bien que le gouvernement fédéral ait fourni peu d'argent à la région, des officiers de l'armée exploraient occasionnellement par eux-mêmes. Au cours d'un voyage de quatre mois, le lieutenant Frederick Schwatka et son groupe descendent le Yukon du lac Lindeman au Canada à Saint Michael près de l'embouchure de la rivière sur la mer de Béring. En 1885, le lieutenant Henry T. Allen (en) et quatre autres personnes quittent le golfe d'Alaska, suivent la rivière Copper, traversent une chaîne de montagnes et descendent la rivière Tanana jusqu'au Yukon, et atteignent ensuite les rivières Kanuti et Koyukuk. Allen remonte le Koyukuk, puis redescends le Yukon, traverse jusqu'à Unalakeet sur la côte, puis se rend à Saint Michael. Durant son voyage, Allen a exploré environ 2 400 km de l'intérieur de l'Alaska, principalement le long des cours navigués.